# 中城城
26°17′02″N 127°48′05″E / 26.28389°N 127.80139°E
中城城（琉球語：／ ）是琉球王國時期的一個城堡，位於今沖繩縣中頭郡中城村，現在已無法估計當時的築城規模。中城城具體建築的年代不詳，目前僅知道該城是琉球第一尚氏王朝時代護佐丸的居城。
中城城位於今中城村西北、北中城村南部的高約160公尺的丘陵上。該城位於當時重要的貿易港口屋宜港約2公里處，西側接近東中國海，東側靠近中城灣，為當時琉球較繁榮的城市之一。同時中城城扼守北山地區通往首里城的要害，為中山地區的重鎮之一。
中城城約建於14世紀後半葉，先中城按司傳了數代，相繼建了南之郭、西之郭、一之郭、二之郭。1440年，護佐丸奉尚忠王之命遷居於中城城，成為中城按司。為防止勝連按司阿麻和利的進攻，又增建了三之郭、北之郭，成為現在看到的城郭。1458年，琉球尚泰久王派阿麻和利討伐護佐丸，護佐丸自殺。此後，在第二尚氏王朝時期，中城城成為中城王子（琉球王世子）的居城。1609年薩摩入侵琉球之後，薩摩藩在該城設置了「番所」，薩摩藩主派遣武士在該城監視琉球的統治。此後，每當中國的冊封使來琉之際，琉球各地的薩摩武士都會事先接到通知，隱藏於中城城內。1853年，美國馬休·佩里將軍訪問琉球時曾參觀了中城城，對該城建築技術的高超程度驚嘆不已。
1879年，琉球國被日本兼併後，沖繩縣廳在該城設置「中城村役場」。1945年，中城城在沖繩島戰役中微有損毀，戰後被修復。1955年，琉球政府文化財保護委員會將該城遺址列為重要文化財中的史跡和名勝。1972年5月15日被日本指定為國家史跡。2000年11月與首里城等以琉球王國的城堡以及相關遺產群的名義共同列入世界遺產名錄。2006年4月6日，又被列入日本100名城的名單中。
進年來，在城中發現大量14世紀後半葉至15世紀初半葉的中國青瓷器，以及明代鳥銃的彈藥。

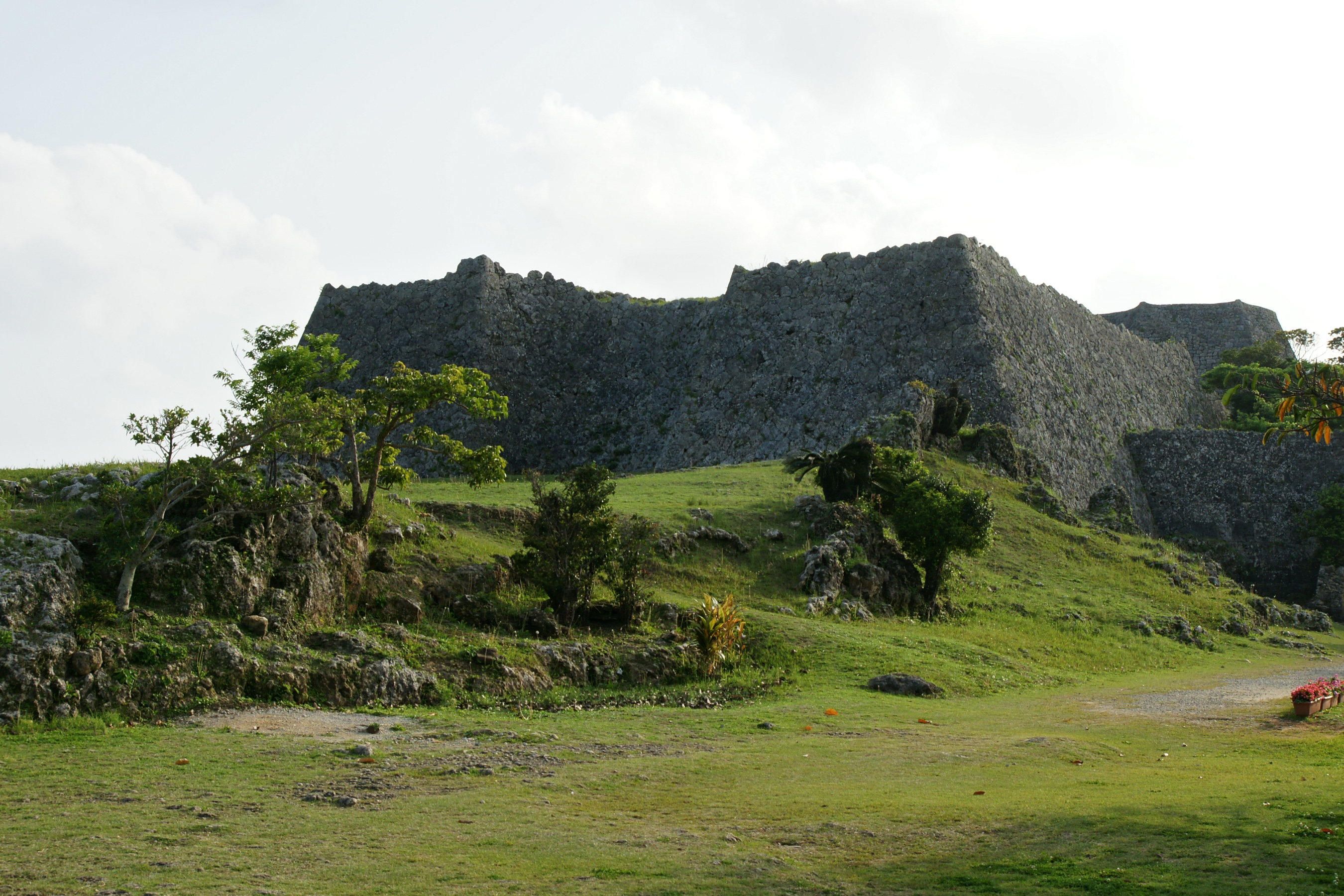
三之郭北東城牆
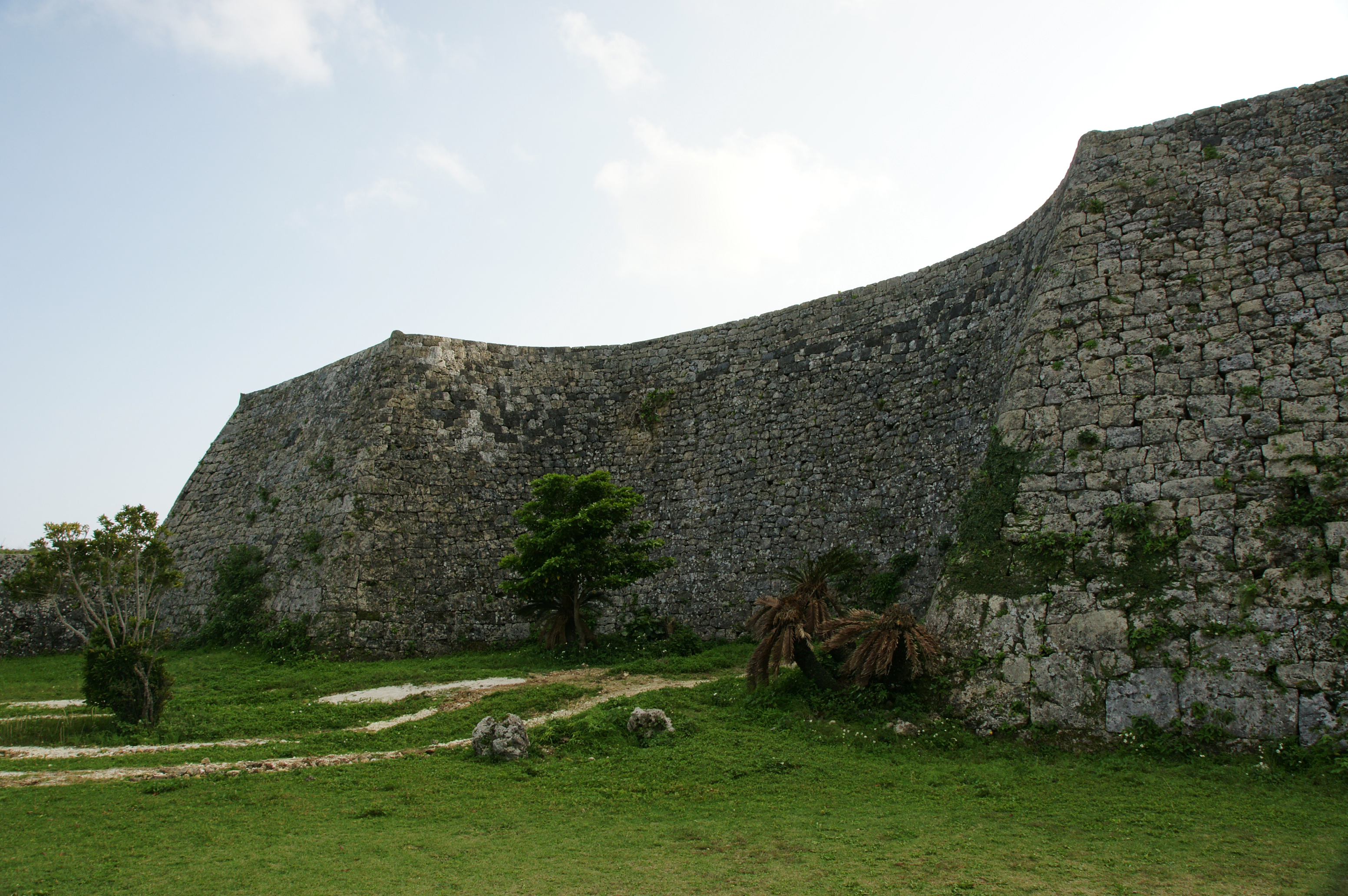
二之郭北東城牆
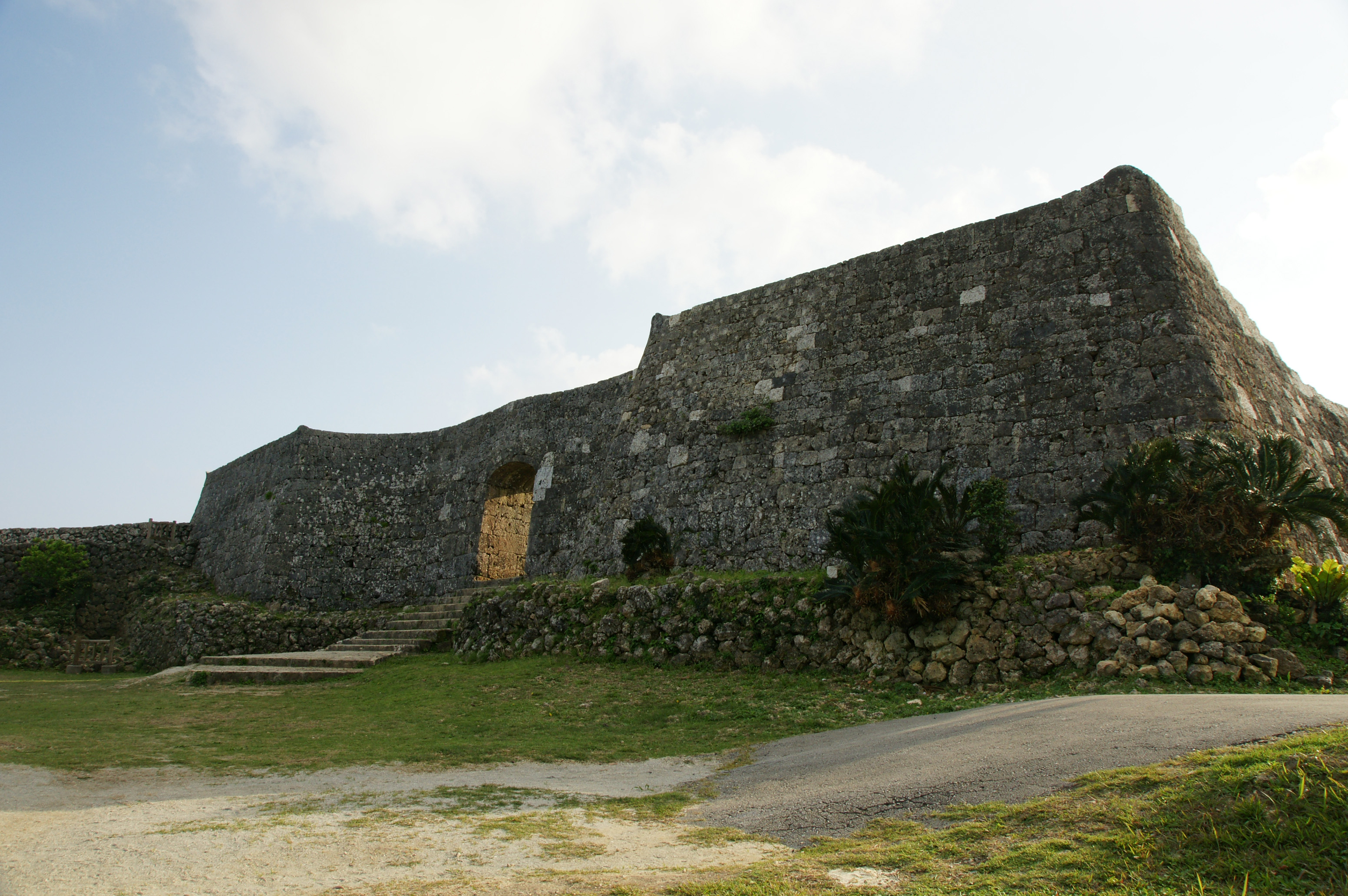
一之郭北東城牆

## 腳註
1. http://ryukyu-lang.lib.u-ryukyu.ac.jp/srnh/details.php?ID=SN40113

## 外部連結
- （日語） （页面存档备份，存于） -
- （日語） （页面存档备份，存于） -
- （日語） （页面存档备份，存于）
- （日語） （页面存档备份，存于）
- （日語） （页面存档备份，存于）